# Марчево
Марчево (болг. Марчево) — село в Благоевградской области Болгарии. Входит в состав общины Гырмен. Находится примерно в 1 км к северо-западу от центра села Гырмен и примерно в 75 км к юго-востоку от центра города Благоевград. По данным переписи населения 2011 года, в селе  проживало 149 человек, преобладающая национальность — болгары.

## Население
| Год     | 1934 | 1946 | 1956 | 1965 | 1975 | 1985 | 1992 | 2001 | 2011 |
| ------- | ---- | ---- | ---- | ---- | ---- | ---- | ---- | ---- | ---- |
| Жителей | 360  | 383  | 360  | 431  | 396  | 233  | 208  | 185  | 149  |

|  |